# Kawakami Tetsuya
Tetsuya Kawakami (sinh ngày 27 tháng 6 năm 1970) là một cầu thủ bóng đá người Nhật Bản.

## Sự nghiệp câu lạc bộ
Tetsuya Kawakami đã từng chơi cho Yokohama Marinos.